# Hany Istók
Hany Istók (névváltozat: Hanyistók), anyakönyvezett nevén István (1741 k. – 1751 k. eltűnt) a Hanság vizenyős területein elvadultan élt, legendává vált fiúgyermek.

## Története
1749 márciusában a kapuvári halászok a hansági Király-tó egyik mocsaras részén egy 8-10 év körüli fiút fogtak el. A kifogott lény egy elveszett, de valamilyen módon a tó körüli vízi világban életben maradt és elvadult árva gyermek volt. A beszédképtelen, teljesen vad gyermek a korabeli leírások szerint tökéletesen alkalmazkodott a lápi léthez: meztelen volt, bőre kéregszerűen megvastagodott, testét szőr borította, ujjai között kezdetleges bőrhártya feszült. Szemtanúk szerint a víz alatt úszva is képes volt megfogni a halakat. A gyermeket a kapuvári plébánia bejegyzése szerint 1749. március 17-én az István névre keresztelték. Az anyakönyvben a keresztelőről latin nyelvű bejegyzés készült, fordítása:
„Március 17-én feltételesen megkereszteltetett egy talált eszelős fiú, István, körülbelül 8 éves. Keresztszülői Hochsinger Mihály és Meznerné Anna Mária.”
A fiút ezután az Eszterházyak kastélyába vitték, s Rosenstingl Pál várnagy gondjaira bízták. A várnagy fennmaradt feljegyzéseiből vannak adataink további sorsáról.
Beszélni nem tudott, nem is lehetett megtanítani, csupán állati hangokat adott ki magából. Füvet, nyers halat és békát evett, úgy úszott a vízben, mint egy hal, s ujjai közt úszóhártyák voltak. Megpróbálták taníttatni, de sikertelenül, ezért vízhordást és pecsenyeforgatást bíztak rá. A hajdúk durván, kegyetlenül bántak vele, többször megszökött, ilyenkor kutyás csapatok hozták vissza. A kastélyban a hagyomány szerint egyetlen védelmezője volt, a várnagy Juliska (más források szerint Piroska) nevű leánya, aki sokszor megvédte. Juliska 1751 körül férjhez ment, Hany Istók kedveskedni akart pártfogójának, s egy tál békát öntött a lakodalmas asztalra. Ekkor ismét megverték, s másnap megszökött. Ezúttal nem tudták elfogni. 4 évvel később halászok ismét látták a mocsárban, de víz alá bukott, s többé nem mutatkozott.

## Irodalmi művek
Hany Istók története több írót is megihletett. A Vasárnapi Ujság 1855. évi 9. számában egy tanulmányt jelentetett meg Zerpák Antal kapuvári plébános Hany Istók története címmel. A Hazánk és Külföld 1867. évi 29. számában Magassy László írt róla „Hany István, egy ritka nevezetességű tünemény hazánkban” címen. Alakját Jókai Mór is életre keltette Névtelen vár című regényében. A „hany” ősi, finnugor eredetű, már nem használt szavunk, mocsarat, lápot jelent.
Lipták Gábor dunántúli helytörténeti író A halember című novellájában Garas János, egy Osli környéki hansági szigeten élt halász másodszülött, kisebbik fiának vélelmezte és akként mutatta be (leírását fikciós elemekkel nyilván dúsan átszőve) Hany Istók élettörténetét.
Ábrahám Zsuzsanna és Nagy Márta, a 2019-ben megjelent A Fertő kincse című könyvében egy lehetséges megoldást kínál arra, vajon miért és hová is tűnt Kapuvárról ez a különleges fiú.